# Aedes gyirongensis
Aedes gyirongensis är en tvåvingeart som beskrevs av Ma 1982. Aedes gyirongensis ingår i släktet Aedes och familjen stickmyggor. Inga underarter finns listade i Catalogue of Life.